# Чемпіонат світу зі спортивної гімнастики 2005
38-й чемпіонат світу зі спортивної гімнастики проходив у Мельбурні з 21 по 27 листопада 2005 року.

## Медальний залік
| Місце | Країна          | Золото | Срібло | Бронза | Загалом |
| ----- | --------------- | ------ | ------ | ------ | ------- |
| 1     | США             | 4      | 4      | 1      | 9       |
| 2     | КНР             | 2      | 1      | 1      | 4       |
| 3     | Словенія        | 2      |        |        | 2       |
| 4     | Румунія         | 1      | 1      | 2      | 4       |
| 5     | Японія          | 1      | 1      | 1      | 3       |
| 6     | Нідерланди      | 1      |        | 1      | 2       |
| 7     | Бразилія        | 1      |        |        | 1       |
| 8     | Франція         |        | 1      | 1      | 2       |
| 9     | Канада          |        | 1      |        | 1       |
| 9     | Узбекистан      |        | 1      |        | 1       |
| 9     | Росія           |        | 1      |        | 1       |
| 9     | Польща          |        | 1      |        | 1       |
| 13    | Білорусь        |        |        | 1      | 1       |
| 13    | Угорщина        |        |        | 1      | 1       |
| 13    | Австралія       |        |        | 1      | 1       |
| 13    | Велика Британія |        |        | 1      | 1       |
| 13    | Італія          |        |        | 1      | 1       |
| 13    | Україна         |        |        | 1      | 1       |

## Призери
| Дисципліна         | Золото            | Срібло             | Бронза               |
| ------------------ | ----------------- | ------------------ | -------------------- |
| Чоловіки           |                   |                    |                      |
| Абсолютна першість | Хіроюкі Томіта    | Хісасі Мідзуторі   | Денис Савенков       |
| Вільні вправи      | Дієго Іполіто     | Брендон О'Нілл     | Роберт Гал Лян Фулян |
| Кінь               | Сяо Цінь          | Іоан Сілвіу Сучіу  | Такехіро Касіма      |
| Кільця             | Юрі ван Гельдер   | Олександр Сафошкін | Маттео Моранді       |
| Опорний стрибок    | Маріан Драгулеску | Лешек Блянік       | Алін Жіван           |
| Паралельні бруси   | Мітя Петковшек    | Лі Сяопен          | Янн Кушера           |
| Перекладина        | Альяж Пеган       | Янн Кушера         | Валерій Гончаров     |
| Жінки              |                   |                    |                      |
| Абсолютна першість | Челлсі Меммел     | Настя Люкін        | Монетт Руссо         |
| Опорний стрибок    | Чен Фей           | Оксана Чусовітіна  | Еліша Секремоні      |
| Різновисокі бруси  | Настя Люкін       | Челлсі Меммел      | Бет Тведдл           |
| Колода             | Настя Люкін       | Челлсі Меммел      | Каталіна Понор       |
| Вільні вправи      | Еліша Секремоні   | Настя Люкін        | Сюзанна Хармес       |